# The Face Men Thailand
The Face Men Thailand (cũng được biết như The Face Men) là cuộc thi truyền hình thực tế dành cho nam tại Thái Lan với quy mô quốc tế, chương trình sẽ được phát sóng trên kênh Channel 3 tại Thái Lan. Nhà sản xuất thông báo trên Instagram rằng sẽ mở ra cơ hội cho tất cả các quốc tịch những người mẫu nam trên thế giới. Việc tuyển sinh cho chương trình bắt đầu vào ngày 30 tháng 4 năm 2017 ở F.A.C.E International Festival tại MUANGTHAI GMM Live House trong CentralWorld, Bangkok. Các thí sinh tham gia không được lớn hơn 29 tuổi, và phải đáp ứng chiều cao tối thiểu là 1,75 m (5 ft 9 in).
Các thí sinh sẽ sống chung với nhau tại một nơi gọi là Artemis Elite và được đào tạo mỗi tuần với khách mời đặc biệt, chẳng hạn như tính cách và uy tín, kĩ năng trình diễn, sức khỏe và thể hình. Họ sẽ có một camera theo dõi 24 tiếng mỗi ngày. Đây còn là chương trình thực tế độc quyền phát sóng duy nhất trên LINE TV.

## Dẫn chương trình và Huấn luyện viên
| Huấn luyện viên   | Mùa | Mùa | Mùa |
| Huấn luyện viên   | 1   | 2   | 3   |
| ----------------- | --- | --- | --- |
| Lukkade Metinee   | ✔   |     |     |
| Moo Asava         | ✔   | ✔   |     |
| Peach Pachara     | ✔   |     |     |
| Sonia Couling     |     | ✔   |     |
| Toni Rakkaen      |     | ✔   |     |
| Art Araya         |     |     | ✔   |
| Jakjaan Akhamsiri |     |     | ✔   |
| Kao Jirayu        |     |     | ✔   |
| Sabina Meisinger  |     |     | ✔   |
| Dẫn chương trình  | Mùa | Mùa | Mùa |
| Dẫn chương trình  | 1   | 2   | 3   |
| Sabina Meisinger  | ✔   |     |     |
| Antoine Pinto     |     | ✔   | ✔   |

| Huấn luyện viên   | Mùa              | Mùa              | Mùa              |
| Huấn luyện viên   | Mùa 1 (2018)     | Mùa 2 (2019)     | Mùa 3 (2020)     |
| Lukkade Metinee   | Huấn Luyện viên  |                  |                  |
| Moo Asava         | Huấn Luyện viên  | Huấn Luyện viên  |                  |
| Peach Pachara     | Huấn Luyện viên  |                  |                  |
| Sonia Couling     |                  | Huấn Luyện viên  |                  |
| Toni Rakkaen      |                  | Huấn Luyện viên  |                  |
| Art Araya         |                  |                  | Huấn Luyện viên  |
| Jakjaan Akhamsiri |                  |                  | Huấn Luyện viên  |
| Kao Jirayu        |                  |                  | Huấn Luyện viên  |
| Sabina Meisinger  |                  |                  | Huấn Luyện viên  |
| Sabina Meisinger  | Dẫn chương trình |                  |                  |
| Antoine Pinto     |                  | Dẫn chương trình | Dẫn chương trình |
| ----------------- | ---------------- | ---------------- | ---------------- |

## Các mùa
| Mùa | Ngày phát sóng      | Quán quân      | Á quân                                   | Thứ tự loại trừ | Số thí sinh |
| --- | ------------------- | -------------- | ---------------------------------------- | --- | ----------- |
| 1   | 29 tháng 7 năm 2017 | Philip Thinroj | Man Soranun Attila Gagnaux               | Bas Buaphakham, Dui Kanthasai, Gun Phanwong, Bank Sangnimnuan, Thime Pichitsurakij, PK Vanasirikul, Nicky Boontham, Jack Qiucheng, Kun Tansuhas, Mickey Na Pombhejara, Sam Boonhor, Gunn Saengvanich, Mos Priabyordying, Third Yoovichit, Jeo Angelo | 18          |
| 2   | 7 tháng 10 năm 2018 | Luis Meza      | Kim Goodburn Poppy Anomakiti Ryota Ohmi  | Rut Mitwatthana, Pon Charungphokhakon, Golf Suphromin, Best Phanthakoengamon, Dom Petchthamrongchai, Paul de Bodt, Kim Bohman, Mooyong Bunsomsuk, Bom Thanawatyanyong, Film Uengwanit, Andy Harris, Kat-chan Hada, Bank Heamtan, William Henry       | 18          |
| 3   | 5 tháng 10 năm 2019 | Boss Darayon   | Thony Blane CGame Wichaikum Timmy Sanner | Best Phanthakoengamon, Kim Goodburn, Film Uengwanit, Jybb Maha-Udomporn, Marcos Alexandre, Peak Rattanapet, Paul de Bodt, Greg de Bodt, Bom Thanawatyanyong                                                                                          | 13          |

Ký hiệu đội Huấn luyện viên
     Team Lukkade (Mùa 1)
     Team Moo (Mùa 1-2)
     Team Peach (Mùa 1)
     Team Sonia (Mùa 2)
     Team Toni (Mùa 2)
     Team Kao (Mùa 3)
     Team Jakjaan (Mùa 3)
     Team Art & Sabina (Mùa 3)